# Лемсалу, Марек
Марек Лемсалу (эст. Marek Lemsalu; 24 ноября 1972, Пярну, СССР) — эстонский футболист, защитник. Выступал за национальную сборную Эстонии. Лучший футболист Эстонии 1996 года, лучший игрок чемпионата Эстонии 2006 года.

## Карьера
Родился в Пярну. Футболом начал заниматься в своем родном городе. В 1989 году перешёл в таллинский «Спорт». После распада СССР оказался в рядах «Флоры». В 1996 году Лемсалу на правах аренды перешёл в клуб второй немецкой Бундеслиги «Майнц 05». Защитник сыграл за команду 16 игр и не смог ей помочь выйти в Первую Бундеслигу. Но несмотря на это, Лемсалу был признан лучшим футболистом года в Эстонии в 1996 году. После возвращения на родину, защитник играл за ряд местных клубов. Затем Лемсалу решил перейти в чемпионат Норвегии. Там футболист выступал за команды «Стрёмсгодсет», «Старт» и «Брюне». В 2006 году Лемсалу перешёл в «Левадию», в которой завершил карьеру. В своем первом сезоне за таллинский клуб, защитник был признан лучшим игроком эстонской Мейстрилиги.

## Выступления в сборной
Впервые Лемсалу был вызван в сборную Эстонии в 1992 году. С перерывами защитник отыграл за неё 15 лет. Всего Лемсалу сыграл за сборную 86 матчей, в которых забил 3 мяча.

## Достижения
- Чемпион Эстонии (6): 1993/94, 1994/95, 1997/98, 2006, 2007, 2008
- Обладатель Кубка Эстонии (3): 1994/95, 1997/98, 2006/07

## Личная жизнь
Марек Лемсалу женат. Его дочь Лийс Лемсалу (род. 1992 года) является популярной эстонской певицей.
 (англ.)